# The Rasmus
The Rasmus este o formație rock finlandeză întemeiată la Helsinki în 1994, când membrii ei erau încă liceeni. Aceștia au fost inițial Lauri Ylönen (voce/compoziție), Eero Heinonen (bas), Pauli Rantasalmi (chitară) și Janne Heiskanen (baterie), însă Heiskanen a părăsit formația în 1998, fiind înlocuit ulterior de Aki Hakala.
Înaintea lansării celui de-al patrulea album (Into) în 2001, numele formației era Rasmus, dar a fost schimbat în The Rasmus, pentru a se evita confuzia cu un DJ suedez omonim (Rasmus).
Trupa și-a câștigat celebritatea pe plan internațional în 2003, odată cu apariția albumului Dead Letters, respectiv a hitului "In The Shadows", ajuns atunci pe locul întâi în topurile muzicale din mai multe țări.
The Rasmus se numără printre formațiile de mare succes ale Finlandei, cu mai mult de 3.5 milioane de albume vândute în întreaga lume, fiindu-i acordate cu opt discuri de aur și cinci discuri de platină. Până în prezent, trupa a lansat șapte albume, doua compilații și douăzeci și șase de single-uri. Printre cele mai faimoase melodii ale The Rasmus sunt de amintit "Liquid", "F-F-F-Falling", "In the Shadows", "First Day of My Life", "Funeral Song" , "No Fear" și "Sail Away". Trupa pregătește un nou album, care va fi lansat in primăvara anului 2011, conform declarațiilor din interviurile recente ale artiștilor.

## Istoria formației

### Peep(1995-1996)
În 1995, formația a fost descoperită de Teja Kotilainen, ce a devenit ulterior manager și producător, în timpul unui spectacol la Oranssi Club. La cererea acestuia, membrii Rasmus au înregistrat câteva cântece, astfel că în curând a fost lansat primul lor EP-single, 1st, întâi prin intermediul casei de discuri a lui Teja Kotilainen (Teja G. Records), apoi prin Warner Music Finland. Colaborarea dintre Rasmus și Teja Kotilainen a continuat, iar pe 23 septembrie 1996, a fost pus în vânzare albumul de debut, Peep. Trupa a susținut mai mult de 100 de spectacole în Finlanda, Rusia și Estonia și i s-a acordat primul disc de aur. Tot în 1996, Rasmus a câștigat premiul EMMA (varianta finlandeză a premilor Grammy) pentru cea mai bună apariție (en. Best New Act) a anului. De asemenea, au lansat alte două single-uri, 2nd și 3rd, acesta din urmă intrând în topurile finlandeze, pe locul #8.

### Playboys(1997)
Cel de-al doilea album al Rasmus, Playboys a apărut în august 1997, care, împreună cu single-ul Blue, a primit un nou disc de aur. Albumul, asemănător celui anterior, includea totuși elemente noi (muzicieni cântând la saxofon și trompetă), apărând ca un amestec de rock, funk și ska. Formația a lansat și un videoclip pentru cântecul Playboys, regizat împreună cu noul său producător, Ilkka Herkman. Spectacolele live ale formației au devenit tot mai numeroase, de amintit fiind apariția la un festival pe stadionul olimpic din Helsinki sau cele alături de trupele americane Rancid și Dog Eat Dog.

### Hell of a Tester(1998-1999)
Al treilea album al formației, Hell of a Tester a fost lansat în anul 1998, împreună cu videoclipul pentru single-ul "Liquid", ce a ajuns în Top 40 pe programul Nordic MTV și a fost votat cântecul anului de către fani și criticii finlandezi. Formația a crescut în notorietate apărând în spectacolele trupelor Red Hot Chili Peppers și Garbage, aflate în turneu în Finlanda.

### Into(2000-2002)
În 2001, trupa a semnat un contract cu Playground Music Scandinavia și au gasit un nou manager, pe Seppo Vesterinen. Albumul Into (primul album creat în componența actuală, cu Aki Hakala la baterie și sub denumirea actuală a formației, The Rasmus) se bucură de un mare succes în Finlanda, câștigând două discuri de platină. Single-ul "F-F-F-Falling" a rămas pe prima poziție a topului muzical din Finlanda timp de trei luni. Mai apoi, single-ul "Chill" a fost lansat în țările nordice și a ajuns pe poziția a doua în Finlanda. Albumul Into a fost curând pus în vânzare și în alte țări europene, printre care Germania, Italia, Franța și Spania. The Rasmus au promovat albumul plecând în turnee prin Europa, apărând în spectacole ale formațiilor HIM și Roxette, printre altele.

### Dead Letters(2003-2004)
Lansat la începutul anului 2003, albumul Dead Letters a urcat repede în topurile muzicale din Finlanda, Germania, Austria și Elveția. Succesul dobândit în Europa a determinat lansarea albumului și în alte părți ale lumii, ajungându-se la 1.5 milioane de discuri vândute. Single-ul "In The Shadows" (a doua melodie de pe album) a ajuns în Top 10 în unsprezece țări. Albumele create anterior și lansate doar în Finlanda sau o parte a Europei, au fost puse în vânzare pe plan internațional. Membrii formației au susținut numeroase turnee în 2004 și la începutul lui 2005, după care au făcut o pauză, cu scopul înregistrării unui nou album.
| “ | O scrisoare moartă (en. a dead letter) este o scrisoare ce nu va ajunge niciodată la destinatarul ei, căci acesta este de negăsit, însă nici măcar la cel ce a scris-o nu se poate întoarce. | ” |

### Hide from the Sun(2005-2007)
Lansarea albumului Hide from the Sun în 2005 a fost urmată de lansarea a trei single-uri de pe acesta: "No Fear", "Sail Away", și "Shot". "Hide from the Sun" a apărut și în SUA în octombrie 2006, prin DRT Entertainment, casa de discuri americană a celor de la The Rasmus. În 2005, aceștia au câștigat premiul pentru cea mai bună apariție nordică (en. Best Nordic Act) oferit de MTV Nordic și NRJ Radio și premiul pentru cea mai bună apariție finlandeză (en. Best Finnish Act) oferit de MTV Europe, în noiembrie, la Lisabona. De asemenea, formația a susținut spectacole în colaborare cu Lostprophets (trupă din Țara Galilor) și Kill Hannah, respectiv cu Negative (trupă finlandeză) și HIM, acesta fiind un turneu in Germania numai.

### Black Roses(2008-prezent)
Albumul "Black Roses" a fost lansat internațional pe 29 Septembrie. Albumul a fost făcut in colaborare cu Desmond Child și Harry Sommerdahl (co-producători).Inițial, lansarea a fost planificată pentru martie 2008, însă pe 27 Februarie  a fost anunțată o amânare de 6 luni, urmând ca lansarea să aibă loc după jumătatea lunii septembrie. Membrii The Rasmus au colaborat cu vocalista Anette Olzon de la Nightwish pentru realizarea unei melodii ce va fi inclusă în respectivul album. În cele din urmă membrii trupei au decis să nu includă melodia pe album, explicând acesta prin faptul ca albumul "Black Roses" este un album conceptual si melodia ar fi fost nepotrivita in contextul general al albumului. Lauri și Aki au promis însă fanilor ca duetul va aparea in viitorul apropiat ca Soundtrack al unui film finlandez, ulterior fiind inclus in compilația "Best Of (2001-2009). Primul single al albumului "Black Roses" a fost lansat internațional pe 12 Septembrie, "Livin' In A World Without You",conținând melodia ce îi dă titlul, varianta acustică a melodiei și melodia "You Got It Wrong", împreună cu videoclipul melodiei "Livin' In A World Without You" regizat de suedezul Niclas Fronda, făcut pe 3 iulie 2008 in Suedia. 
Următorul single al trupei este "Justify" și a fost lansat în Finlanda în Decembrie 2008, iar ulterior și în restul Europei.

## Videoclipuri
Primul videoclip creat de cei de la The Rasmus este Funky Jam, din 1996. Până în prezent, formația a lansat în total șaisprezece videoclipuri (inclusiv cele trei versiuni ale "In The Shadows"). Dead Letters este albumul cu cele mai multe videoclipuri, șapte la număr.

## Membrii trupei

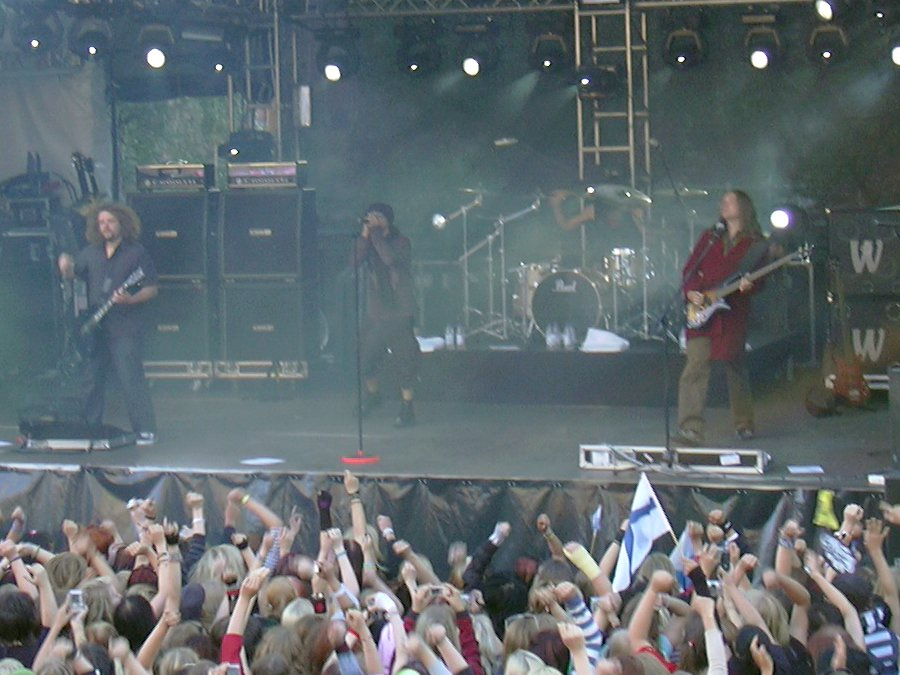
The Rasmus, în concert la Tampere, Finlanda

### Lauri Johannes Ylönen
Lauri Johannes Ylönen, născut pe data de 23 aprilie 1979 la Helsinki, este vocalistul și compozitorul de bază al trupei The Rasmus. Încă de mic, a studiat pianul și a învățat să cânte la chitară și baterie, iar sora sa, Hanna, a fost cea care l-a îndemnat să încerce să cânte cu vocea. Este binecunoscut pentru coafura sa excentrică, ce include pene de corb.  <3

### Pauli Rantasalmi
Pauli Rantasalmi, chitaristul formației, s-a născut în Helsinki, pe data de 1 mai, 1979. El deține, în asociere cu Lauri Ylönen (vocalistul The Rasmus), casa de discuri Dynasty Recordings. De asemenea, cei doi au creat împreună un album al formației Killer, înainte ca aceasta să părăsească asociația Dynasty.

### Aki Hakala
Aki Markus Hakala, bateristul de la The Rasmus, s-a născut la Espoo, în Finlanda, pe data de 28 octombrie 1979. Aki a devenit membru al formației în 1999, după ce Janne Heiskanen a părăsit The Rasmus. Înainte de aceasta, fusese baterist și la Killer și Kwan (ambele trupe finlandeze).

### Eero Heinonen
Eero Aleksi Heinonen, născut la Helsinki pe 27 noiembrie 1979, este basistul formației. Este căsătorit (singurul dintre membrii The Rasmus), totodată și tată, și cunoscut ca fiind o persoană liniștită și echilibrată. Din 2004, Eero conduce un proiect rock/post-grunge, Hay and Stone, la care este vocalist și basist.

## Discografie

### Albume de studio
| Anul | Titlul            | Casa de discuri              |
| ---- | ----------------- | ---------------------------- |
| 1996 | Peep              | Warner Music Finland         |
| 1997 | Playboys          | Warner Music Finland         |
| 1998 | Hell of a Tester  | Warner Music Finland         |
| 2001 | Into              | Playground Music Scandinavia |
| 2003 | Dead Letters      | Playground Music Scandinavia |
| 2005 | Hide from the Sun | Playground Music Scandinavia |
| 2008 | Black Roses       | Playground Music Scandinavia |
| 2012 | The Rasmus        | Universal Music              |
| 2017 | Dark Matters      | Playground Music             |

## Turnee
| Anul    | Turneul                | Țări | Orașe | Concerte |
| ------- | ---------------------- | ---- | ----- | -------- |
| 2003-05 | Dead Letters Tour      | 29   | 107   | 296      |
| 2005-06 | Hide from the Sun Tour | 36   | 110   | 249      |

## Premii
| Anul | Premiere                     | Titlul                                           |
| ---- | ---------------------------- | ------------------------------------------------ |
| 1996 | Finnish Grammy Award         | Best New Act                                     |
| 1999 | Finnish Music Video Festival | Best Music Video (Liquid)                        |
| 2002 | Emma Gaala                   | Best group                                       |
| 2002 | Emma Gaala                   | Best pop/rock album (Into)                       |
| 2002 | Emma Gaala                   | Best album (Into)                                |
| 2002 | Emma Gaala                   | Best song (F-F-F-Falling)                        |
| 2003 | MTV Music Awards             | Best Nordic Act                                  |
| 2003 | Hit Music Awards             | Best Song (In the Shadows)                       |
| 2004 | Emma Gaala                   | Best Group                                       |
| 2004 | Emma Gaala                   | Best Album (Dead Letters)                        |
| 2004 | Emma Gaala                   | Best Music Video (In My Life)                    |
| 2004 | Emma Gaala                   | Best Act                                         |
| 2004 | TMF Awards                   | Best Rock                                        |
| 2004 | World Music Awards           | Best-Selling Album in Scandinavia (Dead Letters) |
| 2004 | MTV VMA Latin America        | Best International Rock Artist                   |
| 2004 | MTV VMA Latin America        | Best International New Artist                    |
| 2004 | MTV Russia Awards            | Best International New Artist                    |
| 2005 | MTV Nordic Awards            | Best Nordic Act                                  |
| 2005 | NRJ Radio Awards             | Best Nordic Act                                  |